# ViviON
株式会社viviON（ヴィヴィオン、英: viviON, inc.）は、WEBサービスおよびコンテンツの企画・製作・運営・マーケティング事業を営む日本の企業。株式会社ゲオホールディングスの完全子会社。

## 沿革
- 2021年
  - 10月1日 - 株式会社エイシスの株式移転により、株式会社viviONを設立。
  - 12月1日 - 株式会社エイシスから吸収分割により一部事業及び子会社株式を承継し営業開始[3]。
  - 12月23日 - 聴いて楽しむマンガアプリ「comipo」をGoogle Playにてリリース
- 2022年
  - 9月16日 - 紙書籍出版レーベル「viviON THOTH」において書籍の出版を開始[4]。
  - 11月1日 - 株式会社YANNよりWEB小説投稿サイト「Novelism（ノベリズム）」を事業譲受[5]
- 2023年
  - 1月16日 - 株式会社Brave groupとIP事業領域における協業を見据えた業務提携を実施[6]
  - 2月 - グループ会社forcsと出版レーベルviviON THOTH原作のTVドラマ『全力で、愛していいかな?』がテレビ東京ほかにて放送[7]
  - 4月1日 - VTuberグループ「あおぎり高校」を手掛ける株式会社クリエイトリングを吸収合併[8]
  - 4月21日 - みんなと思い出をシェアする思い出共有アプリ「koeto」をGoogle Playにてリリース[9]
  - 5月25日 - 漫画の制作応援バラエティ番組「設定さん。～漫画の原案、芸人が考えておきます！～」をYouTubeにて配信開始[10]
  - 9月 - 通信販売サービス「viviON BLUE」を開設
  - 11月2日 - 誹謗中傷やつきまといなどの攻撃的行為から、自社所属VTuber・クリエイター及び従業員の権利を守り事業を円滑に推進するため「誹謗中傷対策委員会」を設置[11]
- 2024年
  - 1月16日 - 2次元コンテンツ総合バラエティーストア「viviON BLUE」を正式オープン[12]
  - 3月 - スマートフォン向けパズルアドベンチャー「オズの原罪 -Sin of OZ-」のApp Store、Google Playにおける配信を開始[13]
  - 4月10日 - 大学生のリアルな「声」から生まれたクローズドSNSアプリ「koeto」正式サービス開始[14]
  - 9月12日 - アナログゲームレーベル「ADICE」の立ち上げを発表[15]。
  - 11月 - 個人・法人の幅広い漫画作品を国内外の100を超える各電子コミックストアに代行で配信業務を行う作品委託配信サービス「まんがハブ」を本格スタート[16]
- 2025年
  - 2月7日 - イラスト発注者向けにイラストコンテスト開催を提案する「GENSEKI biz」の公式サイトをオープン[17]
  - 4月9日 - 南葛SCとオフィシャルクラブスポンサー契約を締結[18]。
  - 4月21日 - 子会社の株式会社エイシスよりDLsiteアカウント管理・運営事業を承継し、、アカウント名称を「DLsiteアカウント」から「viviON ID」へ変更[19][20]。
  - 5月30日 - 韓国・現代百貨店 新村店U-PLEX館12階に海外店舗二次元専門グッズショップ「viviON BLUE SHOP with ILLUSTAR」をグランドオープン[21]
  - 6月4日 - 電子コミックストア「DLsite comipo」をコミックアプリ「comipo」と同じ名称の「comipo」に統一しリニューアル[22]
  - 7月1日 - グループ会社である株式会社ゲオストアと協業し、全国のゲオショップ50店舗にて、2次元コンテンツグッズの常設コーナーを展開[23]

## ネットサービス
- comipo -  マンガや音が出るマンガ【ボイコミ】が読める電子コミックストア・アプリ
- GENSEKI - イラストレーター応援プラットフォーム[24]
- viviON BLUE - 2次元コンテンツとコラボした商品を取り扱う総合バラエティーストア
- Qunn - 女性向け二次元コンテンツのキュンとする情報をお届けするWEBメディア
- koeto - クローズドSNSアプリ
- Novelism - WEB小説投稿サイト

### 過去のネットサービス
- ZOWA - ASMR専用音声・動画配信サービス&掲示板[25]。2023年9月29日サービス終了

## コンテンツレーベル

### viviON enter
多様な媒体・ジャンルの企画制作を手掛けるコンテンツレーベル
- URAMITE! - 5人組の少年アイドルグループ「５Ｏ！ 」の成長とその舞台裏を描くメディアミックスプロジェクト
- Clock over ORQUESTA - SNS連動型キャラクターソングプロジェクト
- オズの原罪 -Sin of OZ- - スマートフォン向けパズルアドベンチャー

### GIRLSMANIAX
女性向け・乙女向けボイスドラマ&シチュエーションボイス制作レーベル
- 生きるの、たいへん。 - キャラクターの人生を追体験する『2.2次元』プロジェクト

### comipo comics
電子コミック専用レーベル

### viviON THOTH
紙書籍出版レーベル。レーベル名の由来はエジプト神話で書と知識を司る神とされているトート神。
- viviON THOTH COMICS - ジャンルの垣根を越えたコミックレーベル
- viviON THOTH BLANKET - BLレーベル
- viviON THOTH PILLOW - TLレーベル

### あおぎり高校
VTuberプロダクション

### ADICE
アナログゲームレーベル

### 過去のレーベル
- Catchy Stuck - オリジナル音声コンテンツレーベル（エモーカル アンビエントミュージック《地域の環境音を使った音楽プロジェクト》、EMOCAL PROJECT《「音」と「イラスト」で日本全国を繋ぐ地域密着型プロジェクト》、あと3分 《歴史上の人物の３分間の思考を描いた本格的歴史ドラマ》、あなたから聴く物語《オムニバスショートアニメーション[27]》、リリカルテット《ASMRからはじまる新体験音声プロジェクト》）

## スタジオ事業
- DLsiteスタジオ -  東京都千代田区岩本町2丁目7番2号 神田TYビル3Fの音声収録スタジオ

## 子会社
- 株式会社エイシス -  二次元総合ダウンロードショップ「DLsite」、ゲームプラットフォーム「DLsite にじGAME」、二次元情報コミュニティサイト「DLチャンネル」、クリエイター支援プラットフォーム「Ci-en」、アイテム取り置き管理サービス「トリオキニ」、体験版ポータルサイト「chobit」、オトナの音声配信プラットフォーム「OTOBANANA」の運営、紙コミックの出版レーベル「DLsite書房」等
- 株式会社forcs - 電子コミック出版
- 株式会社zowieQ - 声優プロダクション「イエローテイル」と、ASMR・Vlog配信者のプロダクション「zowieQ Production」、VTuberプロダクション「drop production」の運営
- 株式会社トライシス - コミック制作・ゲーム制作（スマホゲーム「夢みるぴょんぴょんランド」の運営）